# Штрессер, Эвальд
Эвальд Штрессер (нем. Ewald Sträßer; 27 июня 1867, Буршайд — 4 апреля 1933, Штутгарт) — немецкий композитор и музыкальный педагог.

## Биография
Сын Эвальда Штрессера-старшего (1837—1917), руководившего в Буршайде вокальным квартетом. Окончил Кёльнскую консерваторию, ученик Франца Вюльнера. В 1892—1917 гг. сам преподавал композицию, инструментовку, контрапункт там же, затем с 1921 г. профессор Штутгартской консерватории; среди его учеников, в частности, Эрвин Шульхоф, Рудольф Петерс и Георг фон Альбрехт, с большой симпатией описывающий Штрессера в своих воспоминаниях, хотя и указывающий на некоторую архаичность его позднеромантических представлений о композиции и педагогике.
Автор шести симфоний, фортепианного, скрипичного и виолончельного концертов, пяти струнных квартетов, другой камерной музыки. Первая симфония Штрессера была впервые исполнена в 1909 году Гюрцених-оркестром под управлением Фрица Штайнбаха, и с этого началось десятилетие наиболее успешной музыкальной карьеры композитора: его сочинениями дирижировали Виллем Менгельберг (на сестре которого Штрессер был женат), Герман Абендрот, Артур Никиш, Феликс Вайнгартнер и другие выдающиеся дирижёры. В 1922 г. избран действительным членом Прусской академии искусств.
В родном городе Штрессера его именем названа улица (нем. Ewald-Sträßer-Weg).